# 王曰俞 (崇禎山西進士)
王曰俞（1619年—1645年），字熙仲，號紹世，山西汾州府陽城縣人，明末清初政治人物。

## 生平
崇禎九年（1636年）丙子科山西鄉試第三十名舉人，十六年（1643年）中式癸未科會試第一百七十五名，三甲第二百六名進士，戶部觀政。明亡仕清，順治二年（1645年）起為孟縣知縣，同年李自成軍攻陷孟縣後被擒，不屈被殺，入祀孟縣名宦祠。

## 家族
曾祖王克讓，鄉飲賓；祖父王朝宮，省祭官；父王國丞，萊州府教授。弟王曰翼，順治八年舉人，威寧府知府。子王璋，康熙二十七年進士。